# 3,3-Diethylpentan
3,3-Diethylpentan (auch Tetraethylmethan) ist ein symmetrisch gebauter aliphatischer Kohlenwasserstoff und ein Strukturisomer des Nonans. 3,3-Diethylpentan besteht aus einem quartären Kohlenstoffatom, an das vier Ethylgruppen gebunden sind.
Wie alle Nonane ist auch Tetraethylmethan eine farblose, brennbare Flüssigkeit mit benzinartigem Geruch. Es ist schlecht in Wasser, dafür gut in unpolaren Lösungsmitteln wie Benzol löslich. Die Zündtemperatur liegt bei 290 °C; als Dampf ist ein Gemisch mit Luft zwischen 0,7 und 5,7 % Tetraethylmethananteil entzündbar.